# Circolo Nautico Posillipo 2006-2007
Questa voce raccoglie le informazioni riguardanti il Circolo Nautico Posillipo nelle competizioni ufficiali della stagione 2006-2007.

## Rosa
| N° |                   | Ruolo | Giocatore              |
| -- | ----------------- | ----- | ---------------------- |
|    | Italia (bandiera) | P     | Fabio Violetti         |
|    | Italia (bandiera) | P     | Antracite Lignano      |
|    | Italia (bandiera) | P     | Franco Pizzabiocca     |
|    | Serbia (bandiera) | D     | Vanja Udovičić         |
|    | Italia (bandiera) | D     | Andrea Scotti Galletta |
|    | Italia (bandiera) | D     | Domenico Mattiello     |
|    | Italia (bandiera) | D     | Fabrizio Buonocore     |
|    | Italia (bandiera) | D     | Francesco Postiglione  |
|    | Italia (bandiera) | CV    | Dario Vasaturo         |

| N° |                       | Ruolo | Giocatore               |
| -- | --------------------- | ----- | ----------------------- |
|    | Italia (bandiera)     | CB    | Fabio Bencivenga        |
|    | Montenegro (bandiera) | CB    | Boris Zloković          |
|    | Italia (bandiera)     | A     | Valentino Gallo         |
|    | Italia (bandiera)     | A     | Paride Saccoia          |
|    | Montenegro (bandiera) | A     | Nikola Janović          |
|    | Italia (bandiera)     | A     | Luigi Di Costanzo       |
|    | Italia (bandiera)     | A     | Massimiliano Migliaccio |
|    | Italia (bandiera)     | A     | Alfredo Riccitiello     |
|    | Italia (bandiera)     | A     | Fabio Galasso           |